# Cophotylus aurora
Cophotylus aurora är en insektsart som först beskrevs av Heinrich Hugo Karny 1907.  Cophotylus aurora ingår i släktet Cophotylus och familjen gräshoppor. Inga underarter finns listade i Catalogue of Life.